# Alan Crosland
Alan Crosland (New York, 10 agosto 1894 – Hollywood, 16 luglio 1936) è stato un regista statunitense che fu anche sceneggiatore e produttore cinematografico.

## Biografia
Nato in una famiglia molto facoltosa le cui possibilità economiche gli permisero di iniziare gli studi in Inghilterra, acquisì all'estero uno strano accento anglo-americano che lo avrebbe accompagnato per il resto della sua vita. Dopo aver abbandonato gli studi al Dartmouth College ad Hanover (New Hampshire), per diventare giornalista, venne assunto al New York Globe, dove scriveva articoli e racconti brevi, collaborando contemporaneamente per riviste specializzate per il mondo del cinema. Dal 1912 iniziò a collaborare con la Edison Company in qualità di attore e impresario; prima della chiusura degli studi della compagnia, e prima di essere richiamato alla leva per combattere nella prima guerra mondiale, diresse nel 1918 la pellicola The Unbeliever. Nel 1917, intanto, aveva sposato l'attrice australiana Juanita Fletcher, dalla quale ebbe un figlio, Alan Crosland Jr., che avrebbe in futuro seguito le orme paterne nel campo dello spettacolo.
Dopo la guerra, Crosland firmò un contratto di collaborazione con una compagnia cinematografica indipendente, la Select, con la quale aveva lavorato anche prima della guerra e per la quale diresse nel 1922 ben dieci pellicole. Fu in questo periodo che Crosland guadagnò un'ottima fama di regista, divenendo uno dei pochi apprezzati da personalità del cinema del calibro di Erich von Stroheim e rendendosi capace di padroneggiare star particolarmente ostiche come Lionel Barrymore, attore dal quale riuscì ad ottenere ottime interpretazioni.
Nel 1923 Crosland firmò con la Goldwyn-Cosmopolitan, per la quale diresse la trasposizione cinematografica del romanzo storico di Stanley J. Weyman Under the Red Robe, con Robert B. Mantell e William Powell. La pellicola lo consacrò tra i più importanti registi dell'epoca, conteso da tutte le case cinematografiche per l'allestimento di film a sfondo storico con alti budget.
Dopo una breve collaborazione con la Paramount Pictures, Crosland firmò un contratto con la Warner Brothers che lo assegnò al progetto di Darryl F. Zanuck per la realizzazione del sonoro in collaborazione con il sistema a dischi realizzato dalla Vitaphone. A quel tempo, la Warner era una compagnia di minore importanza se confrontata con le grosse majors come la MGM, la Universal e la Paramount. Le uniche carte in dotazione alla compagnia erano due star: il cane da pastore tedesco Rin Tin Tin e il capriccioso e semi-alcolizzato attore John Barrymore.
Per risollevare le sorti della compagnia, uno dei cinque fratelli Warner, Sam, individuò nel sonoro una nuova opportunità. Per questo motivo, insieme al suo talento nel saper dirigere attori difficili, Crosland venne scritturato per il primo tentativo in assoluto di inserire effetti sonori in un film che non provenissero da un'orchestra. La pellicola in questione, girata nel 1926, fu il film storico Don Giovanni e Lucrezia Borgia con Mary Astor e John Barrymore, che fu un discreto successo al botteghino e consentì alla Warner di continuare con la sperimentazione del sonoro in un progetto molto più ambizioso, la realizzazione della pellicola Il cantante di jazz (1927), che segnò per sempre la fortuna della Warner, sempre grazie alla collaborazione con Crosland. Anche in questo caso l'apporto di Carlson per la realizzazione del film fu cruciale, in quanto fu solo grazie alle sue capacità che fu possibile avvalersi del grande cantante Al Jolson, dopo che George Jessel, che era stato precedentemente scritturato, si rifiutò di iniziare le riprese per questioni economiche. A fronte di un investimento di 500.000 dollari, la pellicola, che presentava in tutto solo 281 parole parlate, risvegliò nel pubblico una vorace curiosità che fruttò un incasso di ben 3.000.000 di dollari.
Fu così che si scatenò un vero e proprio confronto sulla novità del sonoro tra il sistema Vitaphone della Warner e quello della Fox dietro brevetto della Western Electric. Tuttavia mentre altre grandi majors scelsero una politica attendista, cercando di capire se investire o meno nel nuovo sistema in base all'accoglienza del pubblico nelle sale, la Warner investì ingenti somme nel sonoro, del quale Crosland divenne un regista specializzato. Nel 1928 diresse un secondo film parzialmente riprodotto in sonoro, dal titolo Glorious Betty con protagonista Dolores Costello, che segnò il ritorno del regista allo spettacolo in costume.
Dalla metà del 1929 era ormai chiaro che la novità del sonoro non era più sufficiente per produrre una pellicola di qualità, occorreva una buona sceneggiatura e teatri di posa sempre più imponenti dove girare scene sempre più spettacolari.
Queste esigenze si rivelarono un tallone d'achille per Crosland, a causa del fatto che la tecnica del sonoro della Vitaphone era legata a macchinari estremamente ingombranti e pesanti, non rendendo possibile servirsene in grandi ambienti. Da questo momento la stella di Crosland come regista iniziò a declinare. A nulla valse l'esperimento della pellicola Su il sipario (1929), con il quale Crosland si cimentò con l'introduzione del colore, un blando musical con Betty Compson e Arthur Lake, che risultò essere il suo primo autentico insuccesso. Stessa sorte ebbero le poche pellicole successive, che ebbero uno scarso consenso di critica e poca accoglienza ai botteghini. Nel 1930 si sposò con la sua terza moglie, l'attrice Natalie Moorhead, dopo aver divorziato dall'attrice Elaine Hammerstein, che aveva sposato nel 1925.
La mattina del 10 luglio 1936 Crosland ebbe un grave incidente automobilistico lungo il Sunset Boulevard. Venne ricoverato con svariate fratture multiple, morendo pochi giorni dopo all'età di soli 42 anni. La sua ultima pellicola, The Case Of The Black Cat, venne ultimata dal regista William C. McGann.
Suo figlio, Alan Crosland Jr. è diventato uno stimato regista televisivo molto attivo tra gli anni sessanta e settanta.

## Filmografia

### Regista
- The Fear Market (1916)
- Kidnapped (1917)
- The Light in Darkness (1917)
- Chris and His Wonderful Lamp (1917)
- Knights of the Square Table (1917)
- The Little Chevalier (1917)
- The Story That the Keg Told Me (1917)
- The Apple-Tree Girl (1917)
- Friends, Romans and Leo (1917)
- The Unbeliever (1918)
- The Whirlpool (1918)
- The Country Cousin (1919)
- Jennie (1920)
- Greater Than Fame (1920)
- Youthful Folly (1920)
- The Flapper (1920)
- The Point of View (1920)
- Everybody's Sweetheart (1920)
- Broadway and Home (1920)
- Worlds Apart (1921)
- Is Life Worth Living? (1921)
- Room and Board (1921)
- Shadows of the Sea (1922)
- La signorina divorziata (Why Announce Your Marriage?) (1922)
- The Prophet's Paradise (1922)
- The Snitching Hour (1922)
- Slim Shoulders (1922)
- The Face in the Fog (1922)
- Enemies of Women (1923)
- Under the Red Robe (1923)
- Three Weeks (1924)
- Miami (1924)
- Unguarded Women (1924)
- Sinners in Heaven (1924)
- Contraband (1925)
- Compromise (1925)
- Bobbed Hair (1925)
- Don Giovanni e Lucrezia Borgia (Don Juan) (1926)
- When a Man Loves (1927)
- The Beloved Rogue (1927)
- Il re del sottosuolo (Old San Francisco) (1927)
- Il cantante di jazz (The Jazz Singer) (1927)
- Glorious Betsy (1928)
- The Scarlet Lady (1928)
- Su il sipario (On with the Show!) (1929)
- Il generale Crack (General Crack) (1930)
- The Furies (1930)
- The Song of the Flame (1930)
- Big Boy (1930)
- Valzer viennese (Viennese Nights) (1930)
- Captain Thunder (1930)
- Children of Dreams (1931)
- The Silver Lining (1932)
- Week Ends Only (1932)
- Hello, sister! (1933)
- Un popolo in ginocchio (Massacre) (1934)
- Midnight Alibi (1934)
- The Personality Kid (1934)
- Il lupo scomparso (The Case of the Howling Dog) (1934)
- The White Cockatoo (1935)
- It Happened in New York (1935)
- Mister Dynamite (1935)
- Lady Tubbs (1935)
- King Solomon of Broadway (1935)
- Lotta di spie (The Great Impersonation) (1935)
- Il mistero del gatto grigio (The Case of the Black Cat) - non accreditato (1936)
- Thrills from the Past - non accreditato (1954)
- Some of the Greatest - non accreditato (1956)